# Василевська Марина Віталіївна
Марина Віталіївна Василевська (біл. Марына Вітальеўна Васілеўская; нар. 14 вересня 1990) — перша білоруська жінка-космонавт, бортпровідниця авіакомпанії «Белавіа». Як учасник космічного польоту у складі основного екіпажу космічного корабля «Союз МС-25» та 14-добової космічної експедиції відвідування ЕП-21 стартувала 23 березня 2024 року до Міжнародної космічної станції. Герой Білорусі (2024).

## Біографія
Народилася 14 вересня 1990 року у Мінську, у робітничій сім'ї, батько і мати працювали двірниками. Закінчила середню школу № 151 у Мінську.
Після закінчення школи професійно займалася бальними танцями.
У 2010—2011 роках працювала у Мінському відділенні Білоруської залізниці, у 2011 році — у компанії з додатковою відповідальністю «Сатурн-2», яка займалася оптовою торгівлею продуктами харчування.
З 2012 року заочно навчалася на економічному факультеті Мінського інноваційного університету за спеціальністю «менеджмент (інформаційний)».
У 2013—2015 роках працювала у ТОВ «Маріана Інвест», яке займалося роздрібною торгівлею ковбасними виробами та копченостями.
З 2017 року працювала бортпровідницею-інструктором авіакомпанії «Белавіа» та літала у складі екіпажів пасажирських літаків Boeing та Embraer.

## Нагороди
- Герой Білорусі (9 квітня 2024 року) за мужність, виявлену при здійсненні космічного польоту, значний особистий внесок у освоєння космосу[2][3][4].
- Орден Гагаріна (12 квітня 2024 року, Росія) — за великий внесок у розвиток пілотованої космонавтики та мужність, виявлену при здійсненні тривалого космічного польоту на Міжнародній космічній станції[5].